# ورزشگاه ملی سیرالئون
ورزشگاه ملی سیرالئون (انگلیسی: National Stadium) یک ورزشگاه چندمنظوره در شهر فری‌تاون، سیرالئون است.
این ورزشگاه که در سال ۱۹۸۰ تاسیس شده دارای  ۳۶٬۰۰۰ نفر ظرفیت است و ورزشگاه خانگی تیم ملی فوتبال سیرالئون محسوب میشود.